# Trần Nhân Tông
Trần Nhân Tông, detto Trần Khâm (in cinese 陳仁宗S; Thăng Long, 7 dicembre 1258 – Am Ngọa Vân, 16 dicembre 1308), è stato il terzo imperatore della dinastia Trần del Vietnam dal 1278 al 1293.